# Juriwka (obwód chmielnicki)
Juriwka (ukr. Юрівка) – wieś na Ukrainie, w obwodzie chmielnickim, w rejonie szepetowskim, w hromadzie Biłohirja. W 2001 liczyła 432 mieszkańców, spośród których 431 wskazało jako ojczysty język ukraiński, a 1 rosyjski.